# Kanowit (district)
Kanowit is een district in de Maleisische deelstaat Sarawak.
Het district telt 29.000 inwoners op een oppervlakte van 2300 km².